# あの晴れわたる空より高く
『あの晴れわたる空より高く』（あのはれわたるそらよりたかく）は、2014年9月26日にチュアブルソフトより発売されたアダルトゲーム。
チュアブルソフト10周年記念作品であり、萌えゲーアワード2014にて準大賞と金賞・シナリオ賞をダブル受賞した。

## あらすじ
主人公・隼 乙矢は、宇宙航空研究が盛んな天ノ島に住む、勉強が苦手ながらも明るい少年だった。ある日、彼は同じ学校の暁 有佐から一緒にロケットを作らないかと話を持ち掛けられた。バカで、おまけにロケットに関しては素人の自分を誘うなんて、と訝しみつつも、乙矢は有佐が部長を務めるロケット部・ビャッコへ入部しようとしていた。そこへ学園一の実力を持つロケット制作部・ARCの副部長である黎明 夏帆が現れ、ビャッコに廃部を通告してきた。有佐はその挑戦を受けて立ち、ビャッコが廃部をまのがれる条件である「二学期までにロケット大会で優勝すること」をクリアすべく、部員やライバルであるはずの夏帆までをも巻き込んで、乙矢とビャッコの面々による、ロケットづくりが始まった。

## 登場人物
隼 乙矢（はやぶさ おとや）
声：陸奥出流
本作の主人公。天ノ島学園の普通科二年生のクラスに在籍している。
父が漁業組合の組合長で、ロケットを嫌っていたため、乙矢自身も有佐と出会うまでは宇宙航空技術に触れることがなかった。
暁 有佐（あかつき ありさ）
声：結衣菜
宇宙航行学科二年生にして、ロケット部・ビャッコ部長であり、ロケット制作ではプロジェクトマネージャーを務める女子生徒。ロケットに対する熱い情熱を胸に秘めている。
他者の前ではおとなしくするものの、主人公といった身内に対しては素直になれず厳しい態度をとってしまう。
黎明 夏帆（れいめい かほ）
声：あじ秋刀魚
ARCの副部長を務める女子生徒で、有佐とは対立関係にある。寡黙ながらも、ロケットに対する情熱を持っている。教科書を数センチ近づけて初めて読めるほどの近眼だが、作業時以外は裸眼である。
導木 ほのか（みちびき ほのか）
声：秋野花
乙矢の年下の幼馴染で、普通科一年生のクラスに在籍している。ロケット制作では機体を担当する。実家はロケットの部品の製造工場で、父親からも認められているが、その技術力を自らのいたずらに使うことが多い。甘いものが好きな一方、コーヒーや辛いものは苦手。
伊吹 那津奈（いぶき なづな）
声：香澄りょう
宇宙航行学科の三年生である女子生徒で、有佐の幼馴染にあたる。AXIP理事長の娘であり、ロケット開発の経験は長いが、彼女自身はぼんやりした性格で、一度聞いただけでは他者には理解しがたいことを言うこともある。また、火遊びを趣味としているため、消火作業を得意とする。
隼 ゆい（はやぶさ ゆい）
声：藤森ゆき奈
乙矢の妹で、ARCに所属している。ほのかと仲が良い。
曙 みのり（あけぼの みのり）
声：上田朱音
乙矢のクラスの委員長で、宇宙研の会長を務めている。家が貧しいため、裕福になるべくロケットの勉強に打ち込んでいる。女子の制服を着ているが、一人称は僕。
大澄 千紗（おおすみ ちさ）
声：橘まお
AXIPの窓口を務める女性で、学園では特別授業を担当する非常勤講師であると同時にビャッコ、ARC、宇宙研の顧問も務める。
明里 光（あかり ひかる）
声：西乃ころね
ほのかの家の町工場の従業員。ロケット打ち上げの際に事故を起こしてしまい、ロケット開発企業の内定が取り消されたという過去ゆえ、ロケット部をよく思っていない。
絆（きずな）
声：有栖川みや美
地元の幼稚園児で、丁寧な言葉で話す。あることがきっかけで乙矢をパパと呼んで懐く。
高乃酉 星彦（こうのとり ほしひこ）
声：樫野樹
宇宙航行学科の三年生にして、高乃酉重工の御曹司。部長としてARCを全国大会2連覇に導くほどの実力を持つが、ロケットを中心に考えるあまり他者との衝突が絶えない。
導木 大地（みちびき だいち）
声：風見トーリ
ほのかの兄で、宇宙研の副会長を務めている。乙矢とは幼馴染で、クラスも一緒である。
伊吹 洋行（いぶき ようこう）
声：西岡賢吾
AXIP及び天ノ島学園の理事長で、那津奈の父親にあたる。
導木 劉生（みちびき りゅうせい）
声：水上司郎
ほのかの父親である町工場経営者。現在は人工衛星を製造しているが、かつてはロケット製作も行っていた。娘を溺愛しており、近づく男には容赦しない。
隼 武蔵（はやぶさ むさし）
声：野☆球
隼兄妹の父親。生産性のなさからロケット打ち上げに対しては否定的な態度をとる。

## 反響

### 売り上げ
本作は発売後にネットを中心として話題となり、ロングセラーとなった。

### 批評・受賞歴
『BugBug』2014年11月号に本作のレビューが掲載された。本作では物語の序盤はロケットの発射シーンで始まり、発射直前になって時間が遡り本編が始まるという構成が取られている。この構成に対しレビューでは「演出が実に心憎い」と評され、本作では冒頭シーンに限らずワクワク感を出すのが非常に上手いと述べられた。シナリオに対しては、マイナーな部活が廃部の危機に陥るのはよくあるパターンであると指摘されたが、物語では問題が次々に発生することで目が離せなくなり知らず知らずのうちに物語に引き込まれると述べられた。また、本作はロケットを抜きにしても部活青春ものとして十分によく出来た作品であると評された。本作ではロケットの説明のために様々な専門用語や図解CGが登場する。これに対しレビューでは「少々とっつきにくいと感じる人もいるかもしれない」と指摘されたが、専門的な知識はゲーム内の辞書で詳しく説明されるためロケットに関する知識がない人も楽しめる作品だと評された。
本作は萌えゲーアワード2014にて準大賞と金賞・シナリオ賞を受賞した。萌えゲーアワード2014においては、数少ない複数賞受賞作となった。
準大賞の講評では、本作で最も評価されたのはシナリオだと述べられ、ロケットに対するこだわりが強く高度な専門知識が多く盛り込まれていると指摘された。また、主人公達のロケットに対する情熱はユーザーを夢中にさせ、高度な専門知識さえもすんなり読めてしまうと述べられた。本作がロングセラーとなった勝因として、ロケットを宇宙に打ち上げるという視覚的にも感覚的にも分かりやすいテーマを選んだことが挙げられた。講評では東日本大震災の際にチュアブルソフトが体験した苦労についても言及され、こうした苦労を乗り越えて作品を作り続けてきたことが本作のような感動の名作を生んだ要因であると述べられた。
金賞・シナリオ賞の講評では、本作は抜きん出てシナリオが素晴らしく、物語として大変優れていると述べられた。ロケットを飛ばすために努力する中で繰り広げられる青春群像をシナリオライターは見事に描き切っていると指摘された。ロケットのハードに関する説明が分かりやすく説明されているために読者は無理なく物語に引き込まれると述べられ、プレイ後の読後感は爽快と評された。シナリオライターに小説家を起用した点については、美少女ゲームのシナリオライターが小説の執筆やアニメの脚本に転向する昨今の風潮とは真逆の発想であると指摘され、今後の美少女ゲーム業界の方向性に対する一つの試金石であるとまで評された。
チュアブルソフトによれば、本作のプレイ後に「ロケット打ち上げ中継を見るようになった」「宇宙センターの見学に行くようになった」との報告がユーザーから寄せられた。